# Шаграт
Сти́ан Томт То́ресен (норв. Stian Tomt Thoresen), более известный под псевдонимом Шагра́т (норв. Shagrath; род. 18 ноября 1976, Есхейм, Акерсхус) — норвежский музыкант, лидер симфоник-блэк-метал-группы Dimmu Borgir. Имя «Шаграт» взято из романа Дж. Р. Р. Толкина «Властелин Колец», где это имя принадлежало одному из мордорских орков, сцепившихся друг с другом за мифриловую кольчугу Фродо. Шаграт является главным вокалистом в группе, а в некоторых альбомах также играл на гитаре, клавишах и барабанах.
Шаграт — один из основателей Dimmu Borgir (вместе с Силеносом и Тьодальвом). Игру Шаграта на барабанах можно услышать на дебютном альбоме группы — «For All Tid».

## Предыдущие группы музыканта
Шаграт был гитаристом в группе Fimbulwinter до того как они распались в 1992 году. Шаграт также играл на клавишах в другой норвежской блэк-метал-группе Ragnarok.

## Личная жизнь
15 августа 2008 года было объявлено о помолвке Шаграта и американской актрисы Кристины Фултон. Свадьба не состоялась. Фултон в прошлом встречалась с актёром Николасом Кейджем. Их сын Уэстон Коппола Кейдж (родился в 1990 году) — вокалист американской мелодик-блэк метал-группы Eyes of Noctum.
В данный момент состоит в отношениях с норвежской певицей Miss Selia, у пары в 2013-м году родилась дочь Enya. Также у Шаграта есть дочь Alva. Летом 2019 года у него родился сын Leon.

## Дискография

### В составеDimmu Borgir
- Inn I Evighetens Mørke (1994)
- For All Tid (1994)
- Stormblåst (1996)
- Devil's Path (1996)
- Enthrone Darkness Triumphant (1997)
- Godless Savage Garden (1998)
- Sons of Satan Gather for Attack (сплит совместно с Old Man's Child) (1999)
- Spiritual Black Dimensions (1999)
- True Kings of Norway (2000) (сплит совместно с Emperor, Immortal, Ancient и Arcturus) (2000)
- Puritanical Euphoric Misanthropia (2001)

- Alive in Torment (2001)
- World Misanthropy (2002)
- Death Cult Armageddon (2003)
- Stormblåst MMV (2005)
- In Sorte Diaboli (2007)
- Abrahadabra (2010)
- Eonian (2018)

### Совместно сOv Hell
- The Underworld Regime (2010)

### Совместно (в качестве гитариста) сChrome Division
- Doomsday Rock 'N Roll (2006)
- Booze, Broads and Beelzebub (2008)
- 3rd Round Knockout (2011)
- Infernal Rock Eternal (2014)

### Совместно сRagnarok
- Arising Realm (1997)

### Совместно сFimbulwinter
- Servants of Sorcery (1994)

### Как дополнительный вокалист
- Astarte — Sirens (2004, песня «The Ring of Sorrow»)
- Diaz — Velkommen Hjem Andres (2004, песня «Mitt Terningkast»)
- Destruction — Inventor of Evil (2005, песня «The Alliance of Hellhoundz»)
- Kamelot — The Black Halo (2005, песни «March of Mephisto» и «Memento Mori»)
- Susperia — Attitude (2009, песня «Sick Bastard»)
- Crossplane — Class of Hellhound High (2013, песня «I Will Be King»)